# پنی‌سیلین گسترده‌اثر
پنی‌سیلین‌های گسترده‌اثر یا پنی‌سیلین وسیع‌الطیف (به انگلیسی: Extended-spectrum penicillin) گروهی از آنتی‌بیوتیک‌ها هستند که وسیع‌ترین طیف ضد باکتریایی نسب به همه پنی سیلین‌ها را دارند. برخی منابع آن‌ها را با نام پنی‌سیلین‌های ضد سودومونا شناسایی می‌کنند، برخی دیگر این نوع را مجزا می‌دانند. این گروه از آنتی‌بیوتیک‌ها شامل کربوکسی‌پنی‌سیلینها و یوریدوپنی‌سیلین می‌شوند. در عوض این گروه، آمینوپنی‌سیلین‌ها هیچ گونه فعالیتی در برابر گونه‌های سودومونا ندارند، زیرا گروه آمینو با بار مثبت آنها از تخریب توسط بتا-لاکتامازهای تولید شده باکتریایی جلوگیری نمی‌کند.

## دسته‌بندی
- یوریدوپنی‌سیلین‌ها
  - آزلوسیلین
  - مزلوسیلین
  - پیپراسیلین
- کربوکسی‌پنی‌سیلین‌ها
  - تیکارسیلین (عموماً به صورت تیکارسیلین/کلاوولانیک اسید مصرف می‌شود)
  - کاربنی سیلین
- مسیلینام